# Elisabeth de Bourbon (1614-1664)
Elisabeth de Bourbon, francoska plemkinja, * avgust 1614, Pariz, † 19. maj 1664, Pariz.
Bila je hči Césarja de Bourbon, duc de Vendôme (sin kralja Henrika IV.).
1. ↑  Lundy D. R. The Peerage
2. ↑  Leo van de Pas Genealogics — 2003.